# Miquel Espinós Curto
Miquel Espinós Curto (Tivenys, Baix Ebre, 12 de gener de 1947 - Badalona, Barcelonès, 16 de març de 2006) fou un ciclista en pista català.
Format a la Penya Ciclista Baix Ebre, va practicar el ciclisme en carretera i el 1966 va decantar-se en curses de sis dies i pel ciclisme en pista, especialment en persecució individual i per equips. L'any 1968 va fitxar pel Picadero Damm, guanyant algunes proves provincials. En pista, va ser quatre vegades campió d'Espanya de persecució individual entre 1972 i 1975.
Va poder participar en els Jocs Olímpics de Múnic en la modalitat de persecució en què va acabar 17è. Els seus majors èxits foren als Campionats del món de ciclisme en pista en què va aconseguir dues medalles en la modalitat de Mig fons darrere motocicleta. Es va retirar el 1976 i se li va concedir la Medalla al mèrit esportiu.
Com a homenatge pòstum, el Club Ciclista Jesús organitza anualment una trobada cicloturista que pren el seu nom de Memorial Miquel Espinós.

## Palmarès
- 1972
  -  Campió d'Espanya de persecució
- 1973
  -  Campió d'Espanya de persecució
- 1974
  -  Medalla de Bronze als Campionat del món de Mont-real en Mig fons darrere moto amateur
  -  Campió d'Espanya de persecució
  -  Campió d'Espanya en Madison
  -  Campió d'Espanya darrere moto
- 1975
  -  Medalla de Plata als Campionat del món de Rocourt en Mig fons darrere moto amateur
  -  Medalla de Plata als Jocs del Mediterrani d'Alger en persecució per equips.
  -  Campió d'Espanya de persecució
  -  Campió d'Espanya darrere moto
- 1976
  -  Campió d'Espanya darrere moto